# 索库鲁·穆罕默德帕夏
索庫魯·穆罕默德帕夏（1506年—1579年11月10日），鄂圖曼帝國政治家，出身於波士尼亞的東正教徒家庭，索庫魯在年幼時被帶離家鄉，並通過鄂圖曼的德夫希爾梅制度培養成一名土耳其新軍士兵。
德夫希爾梅制度從基督教家庭裡挑選出男孩，這些孩童們會被強迫皈依伊斯蘭教，並經歷嚴格的教育與訓練，成為鄂圖曼帝國中的菁英官僚與士兵，索庫魯是他們之中最傑出者（成為相當於鄂圖曼帝國宰相的大維齊爾）。
索庫魯通過鄂圖曼帝國的制度，先後擔任蘇丹侍衛隊指揮官（1543年-1546年），卡普丹帕夏（1546年-1551年），魯米利亞總督（1551年-1555年），第三維齊爾（1555年-1561年），第二維齊爾（1561年-1565年）和大維齊爾（1565年-1579年）前後經歷三名蘇丹的統治時期，分別為：蘇萊曼一世、塞利姆二世與穆拉德三世。索庫魯帕夏於1579年被暗殺，結束了他近十五年的鄂圖曼帝國實際掌權者的生涯。

## 生平

### 早年
索庫魯出生時的名字為Bajica，他是一名塞爾維亞人，據信他出生於鲁多附近的索科洛維奇（Sokolovići）一個屬於塞爾維亞正教會的牧羊人家庭，索庫魯（Sokollu）之名意指他的出生地 。他的父親名為Dimitrije ，他還有兩個兄弟與一個姐姐，以及至少一名叔叔 。然而，關於索庫魯的家庭關係仍存在兩個重大爭議，第一個爭議是他與馬卡里耶·索科洛維奇的關係。傳統觀點認為他是索庫魯的兄弟，但現今部分歷史學家認為他是索庫魯的侄子或遠親，其次是索庫魯帕夏的叔叔，據部分說法認為，他的叔叔是米勒雪瓦修道院的一名修士 ，其他觀點則認為索庫魯的叔叔很早就已皈依伊斯蘭教。
1516年，鄂圖曼帝國徵募德夫希爾梅孩童的官員來到索科洛維奇。根據鄉野傳聞，索庫魯不是隨機從家中被帶走，而是因為擁有極佳天賦的名聲而被葉希傑·穆罕默德貝伊（Yeşilce Mehmed Bey）特別選中，這則故事還認為索庫魯的叔叔試圖向鄂圖曼當局帶回姪子，但最終並沒有成功。

### 土耳其新軍教育

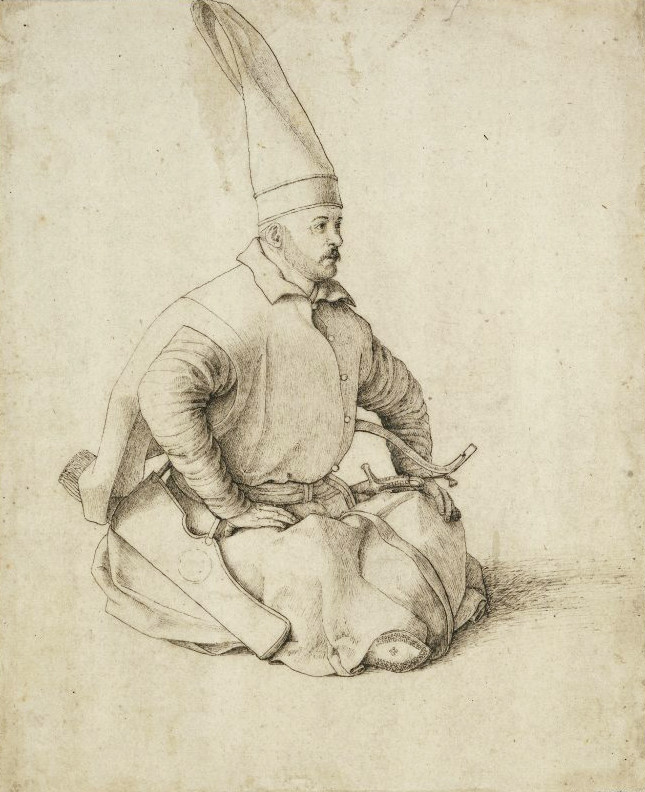
由真蒂莱·贝利尼所繪的一名土耳其新軍士兵，約15世紀

索庫魯首先被強加給穆罕默德這個名字，並先後在愛第尼與伊斯坦堡，接受徹底的鄂圖曼教育，隨後以一名土耳其新軍學徒的身分前往位於托卡比皇宮內的恩德倫學校受訓。
1535年索庫魯被派到財政大臣伊斯坎達爾·切萊比的身邊擔任助手。伊斯坎達爾·切萊比死後，索庫魯返回伊斯坦堡。除土耳其語之外，索庫魯還會說塞爾維亞語、波斯語、阿拉伯語、意大利语和拉丁語。

### 早期職位
索庫魯於1543年成為蘇丹侍衛隊的指揮官，因為職務的關係，使他有機會接近蘇萊曼一世，並在蘇萊曼身邊學習。
作為一名士兵，索庫魯在第一次摩哈赤战役和维也纳之围中的表現出色。1546年，卡普丹帕夏巴巴羅薩·海雷丁帕夏去世後，索庫魯接任卡普丹帕夏的職位，在他擔任這個職位的五年期間，索庫魯發起對的黎波里的海上遠征，此外還大力加強海軍艦隊的軍火庫。
索庫魯於1551年成為魯米利亞的總督，魯米利亞的總部設在索菲亞。當索庫魯探訪他出生的故鄉時，索庫魯的母親從他臉上的胎記認出索庫魯，並在三十多年以來第一次擁抱她的孩子。

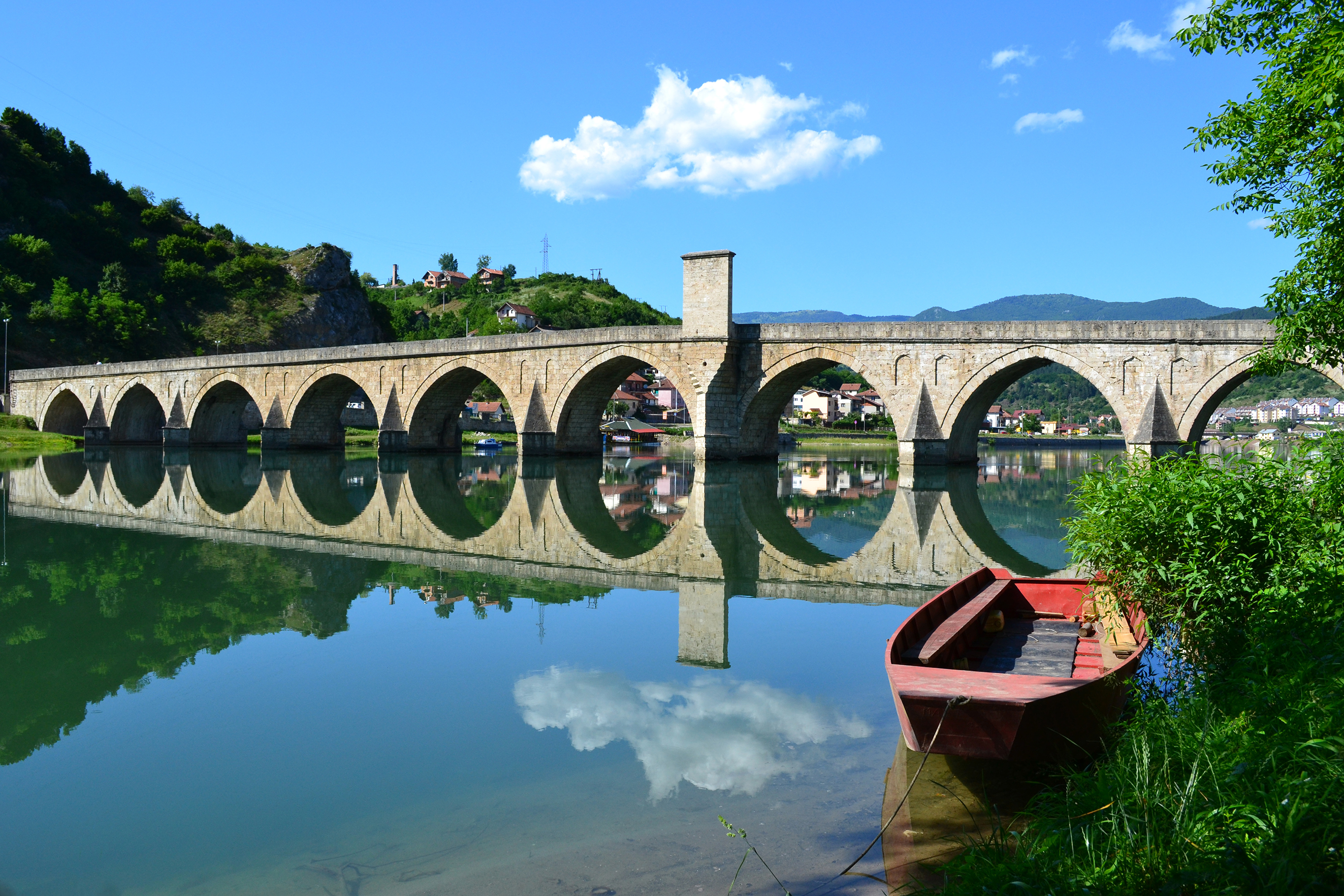
穆罕默德·帕夏·索科洛维奇桥

1540年匈牙利國王扎波尧伊·亚诺什去世後，神聖羅馬帝國皇帝斐迪南一世著眼於併吞扎波堯伊的土地（東匈牙利王國）。匈牙利的貴族們選擇扎波堯伊與伊莎貝拉·雅蓋隆卡所生的嬰兒扎波堯伊·亞諾什·齊格蒙德繼承匈牙利的王位，這破壞了諾格維多條約的協定，斐迪南一世開始入侵匈牙利。
主教喬治·馬丁齊被亞諾什任命為匈牙利的攝政，斐迪南一世則派出僱傭軍領袖巴托洛梅奥·科莱奥尼與七千多名傭兵擊敗由彼得·佩特羅維奇所領導的匈牙利部隊，並殺害近兩千五百名匈牙利士兵。蘇萊曼一世立即命令索庫魯向匈牙利進軍，索庫魯組建一支擁有九萬名士兵與五十四門火砲的大軍，當他的部隊抵達斯雷姆後，馬丁齊懇求索庫魯不要攻擊特兰西瓦尼亚，並爭辯特蘭西瓦尼亞仍屬於鄂圖曼帝國的一部份，索庫魯拒絕馬丁齊要求談判的建議，鄂圖曼軍隊隨即攻入特蘭西瓦尼亞，並很快佔領十六座城鎮，其中包括贝切伊，兹雷尼亚宁與利波瓦，在這場戰役中，索庫魯贏得當地塞爾維亞族裔軍隊的支持。但馬丁齊在特蘭西瓦尼亞發起反攻，索庫魯不得不率軍後撤，10月14日鄂圖曼軍隊圍困蒂米什瓦拉，索庫魯要求守軍投降，不過遭到蒂米什瓦拉的指揮官洛斯隆奇·伊斯特萬拒絕。
直到10月28日索庫魯仍無法攻下蒂米什瓦拉，索庫魯率軍撤退到贝尔格莱德，並開始與教士和官員們進行談判。1551年12月17日馬丁齊被暗殺，談判結束。索庫魯在1552年重新開始了他的軍事行動，這次他成功拿下蒂米什瓦拉（詳見蒂米什瓦拉之圍），以及霍尔洛克、布亞克、雷特沙格、包洛紹焦爾毛特，整個巴納特與索尔诺克，索庫魯的軍隊隨後與卡拉·艾哈邁德帕夏的部隊向埃格爾進軍，並包圍了埃格爾。
1532年，在查尔迪兰战役結束數十年後，蘇萊曼一世宣布對波斯的薩非王朝再次發動戰爭，當時薩非王朝的沙阿塔赫瑪斯普一世想趁著蘇萊曼將目光放在匈牙利時，趁機入侵鄂圖曼帝國的領土。1553年到1554年的冬天，索庫魯被派往托卡特負責準備對薩非王朝戰爭的最後階段。1554年6月，索庫魯帕夏和魯米利亞的部隊加入了蘇萊曼一世的軍隊，並參與了薩非戰爭。

### 第三維齊爾
在索庫魯的傑出表現下，蘇萊曼在1555年任命他擔任第三維齊爾，並在底萬（帝國議會）獲得了一席之地。
索庫魯幾乎不得不立即應付由穆斯塔法貝伊引發的動亂 - 穆斯塔法貝伊假扮為蘇萊曼一世已死的兒子穆斯塔法皇子，並在塞萨洛尼基地區發起叛亂，索庫魯親自率領四千名騎兵與三千名耶尼切里士兵平息動亂，穆斯塔法貝伊則被絞死。
當大維齊爾卡拉·艾哈邁德帕夏被處決後，魯斯坦帕夏再度接任大維齊爾的職位。蘇萊曼的兒子巴耶濟德皇子在拉拉·穆斯塔法帕夏的鼓動下，向他的哥哥塞利姆皇子發起戰爭，索庫魯集結軍隊來到科尼亞，並於1559年5月擊敗巴耶濟德的軍隊，巴耶濟德因此逃亡到波斯的萨非王朝，索庫魯為此花了整個冬天與薩非王朝的塔赫玛斯普一世針對巴耶濟德的問題進行談判，經過冗長的協商，塔赫瑪斯普一世同意交出巴耶濟德和他的四個兒子，巴耶濟德與兒子們後來皆被鄂圖曼劊子手處決。

### 第二維齊爾
1561年，魯斯坦帕夏去世，並由塞米茲·阿里帕夏繼任大維齊爾的職位，索庫魯則晉升為第二維齊爾。
1562年8月17日，索庫魯與蘇萊曼一世的孫女 - 塞利姆皇子的女兒伊思米罕蘇丹結婚，索庫魯在第二維齊爾位子上安然度過了幾年，並管理著這份職責。
1564年，索庫魯·穆罕默德帕夏的侄子索庫魯·穆斯塔法貝伊成為波斯尼亞省的總督。

### 大維齊爾
在1565年6月，塞米茲·阿里帕夏去世後，蘇萊曼一世信任索庫魯的能力，任命他接下大維齊爾之職。

#### 哈布斯堡王朝

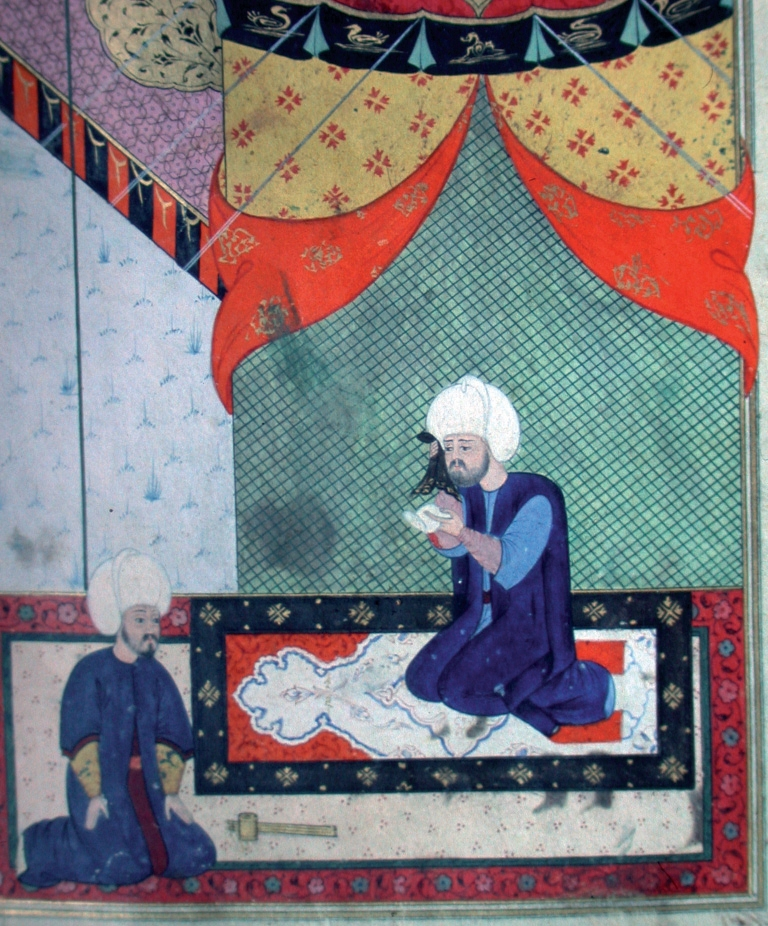
費里頓·艾哈邁德貝伊與索庫魯·穆罕默德帕夏（右）

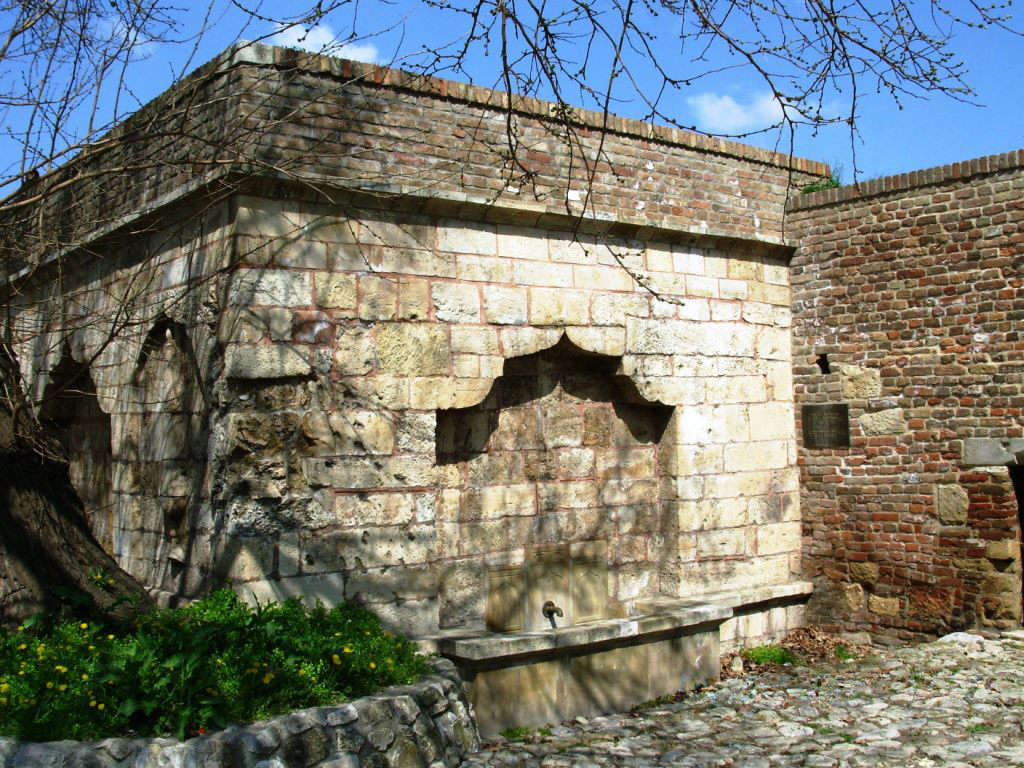
位於貝爾格勒的穆罕默德帕夏索科洛維奇噴泉

在1565年末和1566年初，神聖羅馬帝國皇帝馬克西米利安二世和蘇萊曼一世間的關係日漸緊張。馬克西米利安想索回先前被塔里·哈桑帕夏攻占的城市。在談判失敗後，馬克西米利安宣布發動戰爭，索庫魯·穆罕默德帕夏命令他的侄子波斯尼亞的索庫魯·穆斯塔法貝伊領軍攻打馬克西米利安，穆斯塔法成功拿下波斯尼亞克魯帕和德沃爾兩個城市。蘇萊曼隨即宣布對神聖羅馬帝國開戰，索庫魯·穆罕默德開始率軍前進並等待率領主力部隊蘇萊曼一世的到來，五十天後軍隊抵達貝爾格勒。
鄂圖曼的軍隊經過泽蒙，一部分的隊伍穿越瓦拉日丁，襲擊了埃格爾，然後繼續向維也納推進。尼古拉·舒比奇·日林斯基擊敗蒂罕·穆罕默德（Tirhal Mohammed）所率領的軍隊，處決了蒂罕·穆罕默德與他的兒子，並搶走一萬七千枚金幣。這招致了蘇萊曼一世的憤怒，他派出索庫魯的部隊圍攻錫蓋特堡。布达軍隊的指揮官 - 阿爾斯蘭帕夏（Arslan Pasha），丟失了皇宮堡，維斯普雷姆與陶陶等數個城市，索庫魯·穆罕默德為此指責阿爾斯蘭帕夏並剝奪了他的職位，布達指揮官的位子則交由他的侄子索庫魯·穆斯塔法貝伊統領。
蘇萊曼一世與索庫魯的的兒子們庫爾特貝伊（Kurt Bey）及哈桑貝伊（Hasan Bey）一同抵達戰場。最終，鄂圖曼帝國的大軍；大約十萬到三十萬左右的士兵和三百門大砲，對錫蓋特堡發起圍攻，錫蓋特堡之戰雖由鄂圖曼帝國取得勝利，但雙方皆損失慘重。兩邊軍隊的指揮官皆在戰爭中喪生；尼古拉·舒比奇·日林斯基在最後一次戰鬥中遇難，蘇萊曼一世則在鄂圖曼軍隊獲勝前，於軍營裡的帳篷中去世 。

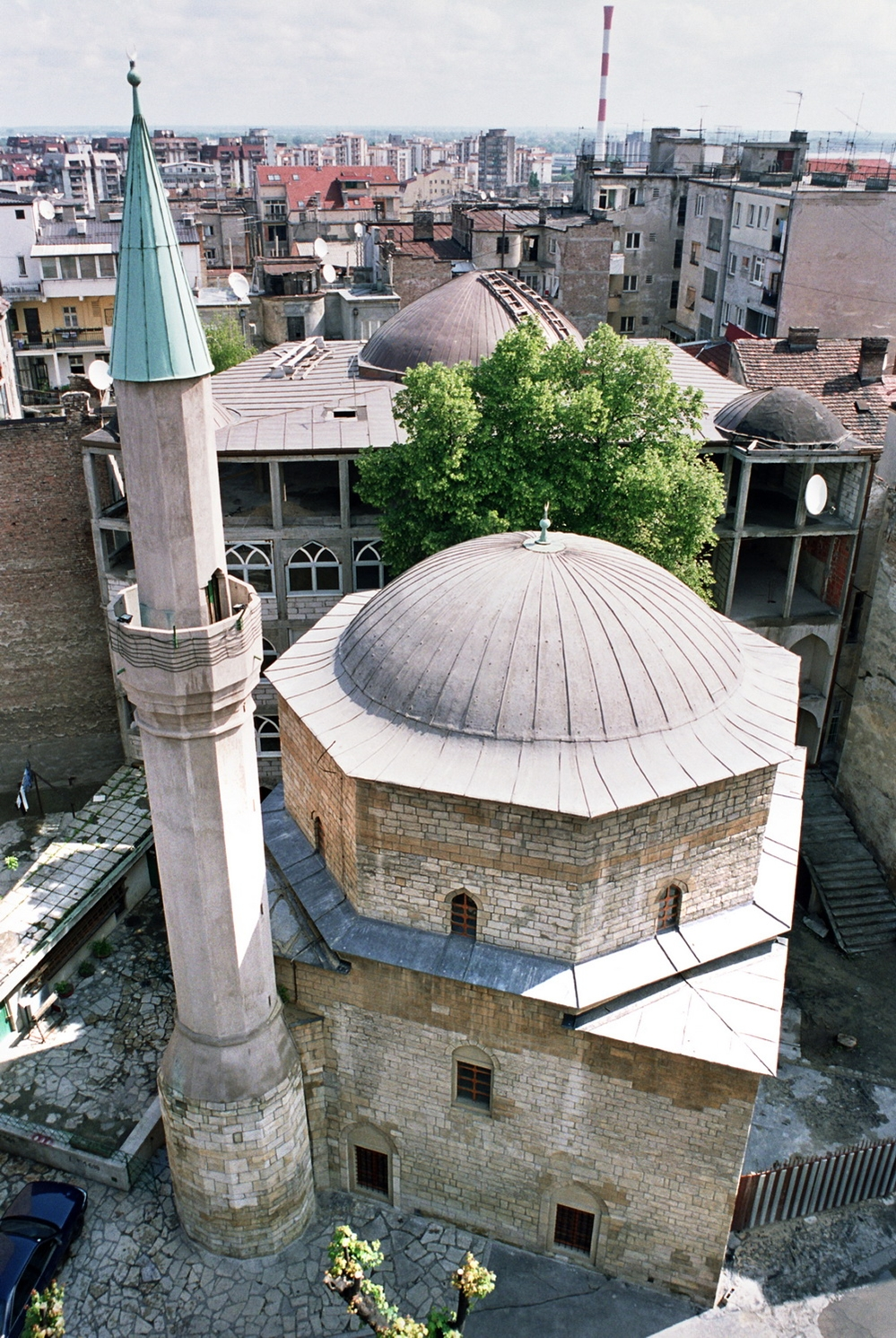
巴尤拉克利清真寺

索庫魯將所有目擊蘇萊曼一世死亡的人處決，並宣布蘇萊曼因為病得太重，將待在錫蓋特堡養病，他則代理蘇丹處理政務。索庫魯對參與錫蓋特堡之戰的軍隊發給獎勵並提高士兵們的薪水，他還派出一部分軍隊佔領包博乔，但在軍隊中的鞑靼人之間，仍開始流傳蘇萊曼已去世的消息。索庫魯·穆斯塔法貝伊寫信給塞利姆皇子告知他父親蘇萊曼已死的消息。塞利姆立即趕往斯雷姆，當塞利姆抵達武科瓦尔後，索庫魯·穆罕默德帕夏寫信通知塞利姆應當前往貝爾格勒與軍隊會合，以方便正式接管鄂圖曼帝國，塞利姆隨即返回貝爾格勒，索庫魯則命令軍隊繼續向貝爾格勒進軍。在蘇萊曼死亡四十八天後，索庫魯在朗誦古蘭經的傳統儀式中宣布蘇萊曼一世的死訊。索庫魯幫蘇萊曼一世的屍體進行防腐處理，並命令部隊前往貝爾格勒迎接新的蘇丹。當軍隊抵達斯雷姆斯卡米特罗维察時。索庫魯提醒塞利姆向維齊爾、帕夏和軍隊們贈送禮物（依鄂圖曼帝國的傳統，新蘇丹登基時會向大臣與軍隊們賜予大量財物，以換取他們的效忠），但塞利姆的顧問說服他不要發送禮物。索庫魯抵達貝爾格勒後，宣誓效忠塞利姆二世，塞利姆也承認索庫魯是他的大維齊爾。
此時在伊斯坦堡的駐軍譁變，士兵們要求對他們過去的付出給予更多的報酬，索庫魯將蘇萊曼的遺體送回伊斯坦堡，以恢復土耳其新軍與其他官員們的秩序。在貝爾格勒，索庫魯則向新蘇丹保證，他會向軍隊派發獎賞並完善處理好所有問題，並讓軍隊恢復他們的忠誠。
在貝爾格萊德停留五天後，索庫魯陪同新任蘇丹和軍隊開返回伊斯坦堡。但在他們回到首都前，土耳其新軍們封鎖住通往首都的道路，索庫魯不得不賄賂士兵們才得以進入伊斯坦堡。索庫魯說服塞利姆二世承諾向土耳其新軍送上禮物與調高薪水後，土耳其新軍間的秩序得以恢復。第二天早上，每一名土耳其新軍都獲得了四十枚達克特的薪水與額外二十枚達克特作為獎賞。很快地，騎兵和僱傭軍等其他的軍隊，也要求享有更高的工資。索庫魯立即逮捕了他們的首領，最終成功壓制所有的異議。
塞利姆登基兩年後的1568年2月17日，索庫魯成功地在愛第尼與馬克西米利安二世締結和平條約，馬克西米利安二世同意每年向鄂圖曼帝國「贈送」三萬枚金幣。

#### 蘇門答臘

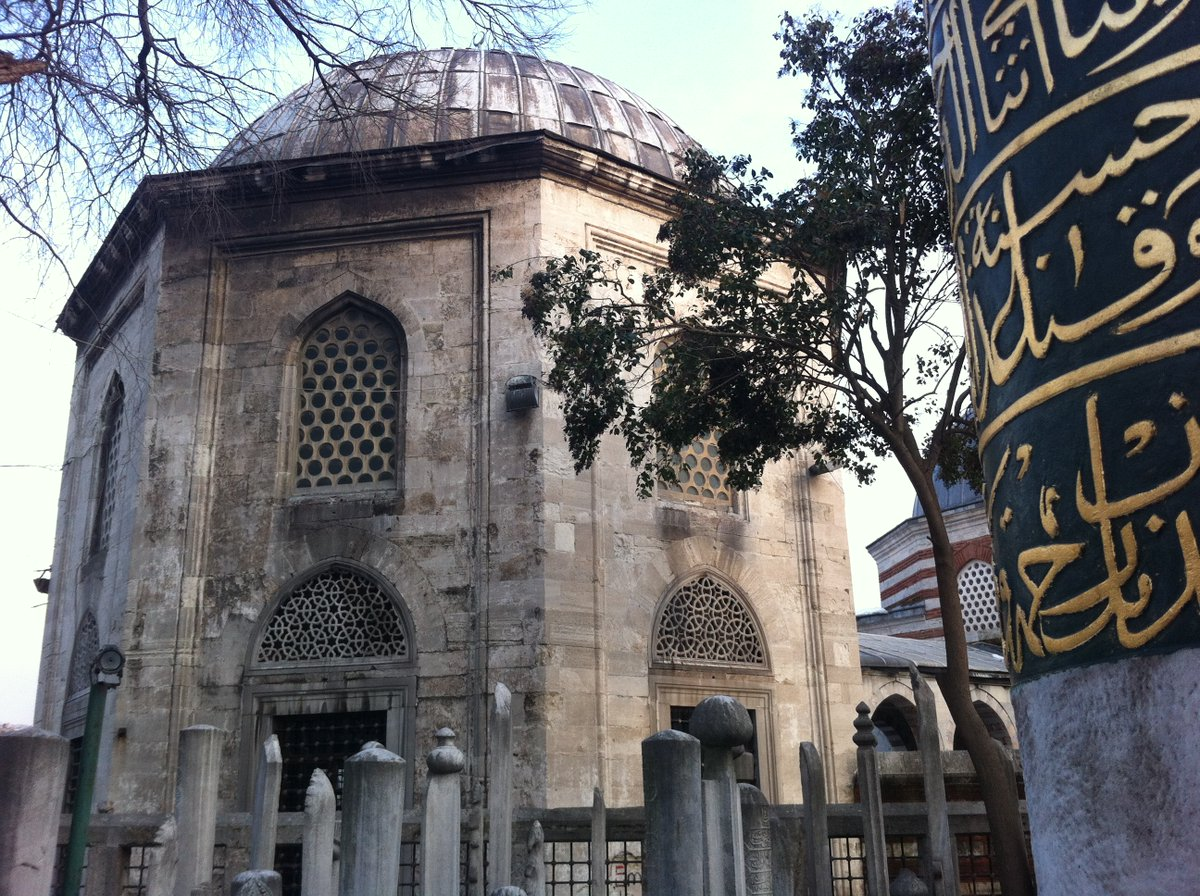
索庫魯·穆罕默德帕夏的陵墓

索庫魯在1567年發起鄂圖曼帝國對蘇門答臘的遠征行動。據當時的歷史記載，索庫魯對積極入侵蘇門答臘的戰略非常積極，並在後勤方面規畫的相當詳細，索庫魯更以指揮官的身份參與這次遠征。1567年11月至12月，索庫魯派出的遠征隊伍搭乘十五艘全副武裝的戰艦與兩艘運輸船向亞齊出發，並成功抵達蘇門答臘島，當地統治者在與鄂圖曼遠征軍會面後，宣示了他對鄂圖曼帝國的忠誠，並建立起兩國關係的樞紐。

#### 葉門
在蘇門答臘探險後不久，鄂圖曼帝國遭遇也门地區的動亂，由當地什葉派伊瑪目穆塔黑爾所發起的叛亂造成該地區的動盪不安，雖然葉門起義於1567年夏天開始，但直到同年的晚些時候鄂圖曼政府才認真看待葉門地區的反叛行動，當時葉門大多數城市都遭到什葉派叛軍的襲擊。據信，當地民眾極度不滿葉門總督馬哈茂德帕夏的統治，他以壓榨葉門人民的方式，獲取巨額的經濟收益，在馬哈茂德的錯誤政策遭揭露後，索庫魯決定任命科賈·錫南帕夏負責處理及安撫葉門動亂的問題。

#### 蘇伊士運河
雖然葉門的叛亂迫使索庫魯推遲在蘇門答臘與印度洋採取進一步的軍事行動，但也開啟了索庫魯另一個感興趣的計畫 - 嘗試從地中海建一條運河到紅海另一端的苏伊士，他命令埃及省的總督派遣工程師評估建造這條運河的可能性，目的是讓穆斯林們能更方便的前往麥加朝聖。此外，索科魯還擔心克里米亞和安納托利亞的穆斯林必須穿越黑海才能訪問麥加。因此，他打算在北部的伏爾加河及頓河之間建造一條運河。

#### 俄羅斯帝國
索庫魯對俄羅斯帝國的軍事行動沒有獲得太多進展，鄂圖曼帝國制定了計劃，打算將伏爾加河與頓河以運河連接起來。1569年，帝國派出由土耳其新軍以及騎兵組成的軍隊前往圍攻阿斯特拉罕並展開運河工程，同時鄂圖曼艦隊包圍了亞速海。然而，阿斯特拉罕的守軍擊退了圍城軍隊，另一支一萬五千名俄羅斯援軍襲擊並驅散了建造運河的工人及保護他們的韃靼軍隊，鄂圖曼帝國的艦隊也被一場風暴摧毀。1570年初，俄羅斯伊凡四世的大使在伊斯坦堡締結恢復兩國友好關係的和約。
儘管帝國逐步衰弱，但索庫魯帕夏仍設法擴張鄂圖曼帝國的邊界，1570年，他派遣科賈·錫南帕夏征服阿拉伯。科賈·錫南帕夏在漢志和葉門完成他的軍事行動後，鄭重宣布塞利姆二世對麥加的統治權力。
在1571年至1572年期間，索庫魯的妻子伊思米罕蘇丹委託著名建築師科查·米馬爾·希南建造索科盧穆罕默德帕夏清真寺，該清真寺是米馬爾·希南的小型建築傑作之一。

#### 威尼斯和神聖聯盟

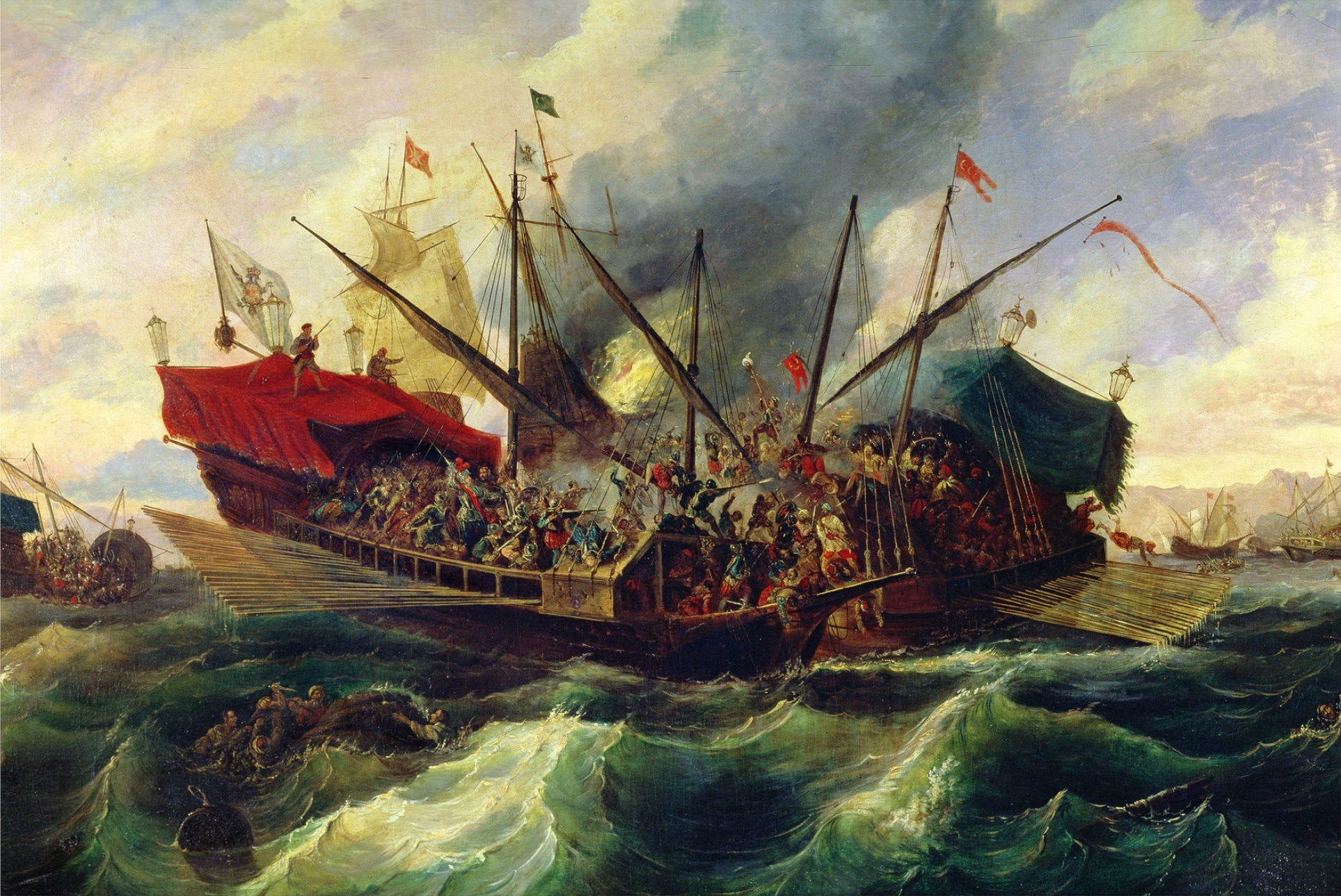
勒班陀戰役

鄂圖曼的海軍與軍隊於1571年從威尼斯手中奪走塞浦路斯岛，塞浦路斯的陷落導致神聖同盟的形成，神聖同盟由教宗，西班牙哈布斯堡王朝，威尼斯共和國，热那亚共和国，托斯卡纳大公国和医院骑士团所組成。1571年10月7日，在奧地利的唐胡安的指揮下，神聖同盟的聯軍艦隊在勒班陀戰役中擊敗由卡普丹帕夏穆阿津札德·阿里·帕夏所率領的鄂圖曼艦隊。
索庫魯帕夏立即給予皮雅利帕夏和新任卡普丹帕夏基利傑·阿里帕夏所有重建帝國艦隊需要的資源與支持。到了隔年的1572年7月，鄂圖曼帝國的新艦隊已經擁有兩百五十艘裝備齊全的戰艦，其中包括在地中海有史以來最大的八艘加萊賽戰船。依據土耳其史書的記載，索庫魯帕夏對來訪的威尼斯大使說：「通過征服塞浦路斯，我們已經切斷了你們的一隻手臂，在勒班陀擊敗我們的海軍，你們只剃掉了我們的鬍子。但是，你知道遭切斷的手臂不能替換，但鬍鬚剃過後只會長的更加濃密。」事實上，神聖聯盟的船隻必須退回港口，而鄂圖曼帝國在地中海的海上霸權地位很快就得以恢復。1573年夏天由基利傑·阿里帕夏率領的鄂圖曼新艦隊在地中海找不到任何對手，新艦隊蹂躪了西西里島與意大利南部的海岸，並在1574年從哈夫斯王朝手中奪取突尼斯，進而恢復鄂圖曼在西地中海的統治。
1573年3月3日，威尼斯共和國與索庫魯帕夏簽署新的和平條約，從而結束神聖同盟，威尼斯接受了塞浦路斯島的損失並增加對鄂圖曼帝國的貢金數目。索庫魯還將鄂圖曼帝國與神聖羅馬帝國的和平條約延長了八年，並與法蘭西王國、波蘭立陶宛和俄羅斯帝國保持著良好的關係。索庫魯打算對威尼斯發動新的戰爭，但塞利姆二世卻於1574年12月12日去世，因此索庫魯不得不暫緩他的計畫。

#### 最後幾年

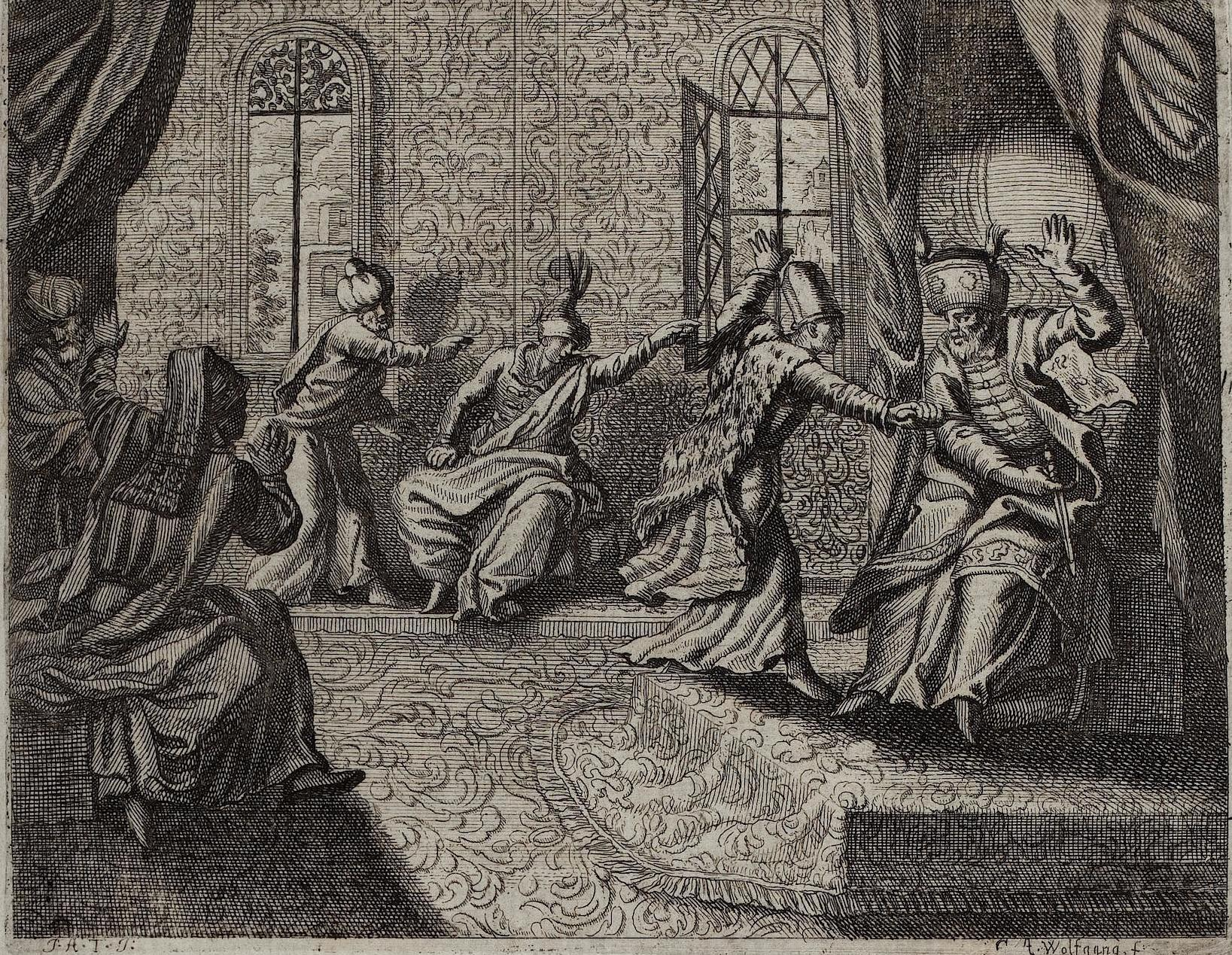
索庫魯·穆罕默德帕夏遭刺殺身亡

索庫魯的財富在1573年左右達到頂峰，當時他的個人財產的總價值達到一千八百萬達克特。他的財富很大一部份是通過鄂圖曼官員們的贈禮而增加：任何成為維齊爾的人都必須向給予索庫魯五萬到六萬左右的達克特，每個地方的總督上任時則必須繳納一萬五千到兩萬達克特給索庫魯。
當塞利姆二世去世時，索庫魯再次隱瞞塞利姆去世的消息，直到塞利姆擔任馬尼薩總督的大兒子穆拉德皇子抵達伊斯坦堡為止，穆拉德在索庫魯的幫助下登上蘇丹寶座。在穆拉德三世統治期間，索庫魯仍擔任著大維齊爾的職位，但現在他必須應付來自後宮的勢力，首先是穆拉德的母親努爾巴努蘇丹以及妻子莎菲耶蘇丹，在兩名女人的干預下，索科魯的權力被削弱，身為大維齊爾的影響力也逐漸下降。
最初索庫魯反對與薩非王朝重啟戰端，但兩國仍在1578年間再度爆發戰爭。在之後的時間裡穆拉德三世開始將索庫魯的盟友們調離高階職位，逐步限制索庫魯的權力。
1579年10月11日，索庫魯被刺殺，結束了他近十五年的大維齊爾生涯 。在他死後，穆拉德三世在短短十六年間任命了十位大維齊爾，大維齊爾頻繁的變動代表索庫魯去世後鄂圖曼帝國政局的不穩定，也是帝國從輝煌時期開始邁向衰落的徵兆。